# شيرلي ووكر
شيرلي ووكر (بالإنجليزية: Shirley Walker)‏ هي مؤلفة موسيقى تصويرية وملحنة وعازفة بيانو أمريكية، ولدت في 10 أبريل 1945 في نابا في الولايات المتحدة، وتوفيت في 30 نوفمبر 2006 في رينو في الولايات المتحدة بسبب سكتة.

## وصلات خارجية
- الموقع الرسمي
- شيرلي ووكر على موقع IMDb (الإنجليزية)
- شيرلي ووكر على موقع ألو سيني (الفرنسية)
- شيرلي ووكر على موقع ميوزك برينز (الإنجليزية)
- شيرلي ووكر على موقع أول موفي (الإنجليزية)
- شيرلي ووكر على موقع قاعدة بيانات الأفلام السويدية (السويدية)
- شيرلي ووكر على موقع ديسكوغز (الإنجليزية)
- شيرلي ووكر على موقع قاعدة بيانات الفيلم (الإنجليزية)
- شيرلي ووكر على موقع كينوبويسك (الروسية)